# Campsiandra macrocarpa
Campsiandra macrocarpa är en ärtväxtart som beskrevs av John Macqueen Cowan. Campsiandra macrocarpa ingår i släktet Campsiandra och familjen ärtväxter. Inga underarter finns listade i Catalogue of Life.